# Peltigeromyces
Peltigeromyces is een geslacht van schimmels uit de orde Helotiales. De familie is nog niet met zekerheid bepaald (incertae sedis). De typesoort is Peltigeromyces microsporus.

## Soorten
Volgens Index Fungorum telt het geslacht drie soorten (peildatum februari 2022):
| Soortnaam                  | Auteur(s)                    | Publicatiejaar |
| -------------------------- | ---------------------------- | -------------- |
| Peltigeromyces caninae     | E.A. Thomas ex Cif. & Tomas. | 1953           |
| Peltigeromyces goossensiae | Le Gal                       | 1959           |
| Peltigeromyces microsporus | Möller                       | 1901           |